# Complicado
Complicado è un singolo dei cantanti brasiliani Vitão e Anitta, pubblicato il 4 ottobre 2019 come primo estratto dal primo album in studio di Vitão Ouro.

## Video musicale
Il video musicale è stato reso disponibile in concomitanza con la commercializzazione del brano.

## Tracce
Testi e musiche di Vitão, Carol Biazin, Day, Diogo Piçarra e Los Brasileros.
1. Complicado – 2:59

## Formazione
- Vitão – voce
- Anitta – voce
- Los Brasileros – produzione

## Classifiche
| Classifica (2019) | Posizione massima |
| ----------------- | ----------------- |
| Portogallo        | 92                |